# Saint-Martin-le-Nœud
 Saint-Martin-le-Nœud  es una comuna y población de Francia, en la región de Picardía, departamento de Oise, en el distrito de Beauvais y cantón de Beauvais-Sud-Ouest.
Su población en el censo de 1999 era de 940 habitantes.
Está integrada en la Communauté d'agglomération du Beauvaisis.

## Demografía
| 421 | 517 | 727 | 873 | 1 006 | 940 |
| Para los censos de 1962 a 1999 la población legal corresponde a la población sin duplicidades (Fuente: INSEE [Consultar]) |     |     |     |       |     |

- Datos: Q1156000
- Multimedia: Saint-Martin-le-Nœud / Q1156000

1. ↑  Worldpostalcodes.org, código postal n.º 60000.
2. ↑  INSEE, Datos de población para el año 2012 de Saint-Martin-le-Nœud (en francés).